# Óscar Gil Regaño
Óscar Gil Regaño (Elche, Alicante, 26 de abril de 1998), conocido como Óscar Gil, es un futbolista español que juega de defensa en el Oud-Heverlee Leuven de la Primera División de Bélgica.

## Trayectoria
Comenzó su formación en el Kelme C. F. y Elche C. F. En 2015 hizo su debut con el Elche Ilicitano C. F. en el que jugó durante cuatro temporadas alternando participaciones en Tercera División y Segunda División B.
El 17 de octubre de 2018 debutó con el primer equipo en un encuentro de Copa del Rey frente al Córdoba C. F. en el que acabó lesionado. Debutó en la Segunda División de España con el Elche C. F. durante la temporada 2019-20 en un encuentro frente a la A. D. Alcorcón disputado el 24 de agosto de 2019. Más tarde, logró hacerse con el puesto de titular en el lateral derecho y gracias a su rendimiento, el club ilicitano, en noviembre de 2019, renovó al jugador hasta junio de 2022.
El 7 de septiembre de 2020 fichó por el R. C. D. Espanyol para las siguientes cuatro temporadas después de que el club catalán abonara su cláusula de rescisión. En ese periodo de tiempo disputó 114 partidos, en los que anotó un gol, y se marchó en junio de 2024 al expirar su contrato. Unas semanas después se unió al Oud-Heverlee Leuven belga por dos campañas.

## Selección nacional
Debutó con la selección española el 8 de junio de 2021 en un amistoso que terminó en victoria por 4-0 frente a Lituania.

## Clubes
Actualizado al último partido disputado el 11 de mayo de 2025.
| Club                                          | Div.          | Temporada     | Liga  | Liga  | Copas | Copas | Internacional | Internacional | Total | Total |
| Club                                          | Div.          | Temporada     | Part. | Goles | Part. | Goles | Part.         | Goles         | Part. | Goles |
| --------------------------------------------- | ------------- | ------------- | ----- | ----- | ----- | ----- | ------------- | ------------- | ----- | ----- |
| Elche Ilicitano C. F. · España                | 3.ª           | 2015-16       | 8     | 0     | 3     | 0     | ―             | ―             | 11    | 0     |
| Elche Ilicitano C. F. · España                | 3.ª           | 2016-17       | 8     | 0     | ―     | ―     | ―             | ―             | 8     | 0     |
| Elche Ilicitano C. F. · España                | 3.ª           | 2017-18       | 28    | 0     | ―     | ―     | ―             | ―             | 28    | 0     |
| Elche Ilicitano C. F. · España                | 3.ª           | 2018-19       | 27    | 0     | ―     | ―     | ―             | ―             | 27    | 0     |
| Elche Ilicitano C. F. · España                | Total club    | Total club    | 71    | 0     | 3     | 0     | 0             | 0             | 74    | 0     |
| Elche C. F. · España                          | 2.ª           | 2018-19       | 0     | 0     | 1     | 0     | ―             | ―             | 1     | 0     |
| Elche C. F. · España                          | 2.ª           | 2019-20       | 36    | 1     | 1     | 0     | ―             | ―             | 37    | 1     |
| Elche C. F. · España                          | Total club    | Total club    | 36    | 1     | 2     | 0     | 0             | 0             | 38    | 1     |
| R. C. D. Espanyol · España                    | 2.ª           | 2020-21       | 32    | 1     | 1     | 0     | ―             | ―             | 33    | 1     |
| R. C. D. Espanyol · España                    | 1.ª           | 2021-22       | 22    | 0     | 2     | 0     | ―             | ―             | 24    | 0     |
| R. C. D. Espanyol · España                    | 1.ª           | 2022-23       | 33    | 0     | 3     | 0     | ―             | ―             | 36    | 0     |
| R. C. D. Espanyol · España                    | 2.ª           | 2023-24       | 20    | 0     | 1     | 0     | ―             | ―             | 21    | 0     |
| R. C. D. Espanyol · España                    | Total club    | Total club    | 107   | 1     | 7     | 0     | 0             | 0             | 114   | 1     |
| Oud-Heverlee Leuven · Bélgica                 | 1.ª           | 2024-25       | 23    | 1     | 2     | 0     | ―             | ―             | 25    | 1     |
| Oud-Heverlee Leuven · Bélgica                 | Total club    | Total club    | 23    | 1     | 2     | 0     | 0             | 0             | 25    | 1     |
| Total carrera                                 | Total carrera | Total carrera | 237   | 3     | 14    | 0     | 0             | 0             | 251   | 3     |
| 1. Fuentes: BDFutbol, Laprefente y Livefutbol |               |               |       |       |       |       |               |               |       |       |

## Palmarés

### Títulos nacionales
| Título                     | Club              | País   | Año     |
| -------------------------- | ----------------- | ------ | ------- |
| Segunda División de España | R. C. D. Espanyol | España | 2020-21 |